# Funció esglaó de Heaviside
La funció esglaó de Heaviside (a partir del físic Oliver Heaviside) és una funció discontínua que pren el valor 0 per a tot x real inferior a 0 i el valor 1 per a tot x igual o superior a 0:
{\displaystyle H(x)=\left\{{\begin{matrix}0&{\text{si}}&x<0\\1&{\text{si}}&x\geq 0\end{matrix}}\right.}
La funció esglaó és una primitiva de la funció delta de Dirac. El valor concret de H(0) no té massa importància, ja que la funció sovint s'utilitza dins d'una integral. Alguns autors assumeixen H(0) = 0 i altres H(0) = 1. A vegades s'usa H(0) = 0,5, ja que la funció que s'obté resulta simètrica; en aquest cas la definició és:
{\displaystyle H(x)=\left\{{\begin{matrix}0&{\text{si}}&x<0\\{\frac {1}{2}}&{\text{si}}&x=0\\1&{\text{si}}&x>0\end{matrix}}\right.}
A vegades això s'indica amb un subíndex: H0.5(x), que vol dir que H(0) = 0,5.